# Place Alphonse-Humbert
La place Alphonse-Humbert est une voie située dans le quartier de Javel dans le 15e arrondissement de Paris.

## Situation et accès
La place Alphonse-Humbert est desservie à proximité par la ligne 10 à la station Javel - André Citroën.

## Origine du nom
Elle porte le nom du député de Paris Alphonse Humbert (1844-1922).

## Historique
La place est créée et prend son nom actuel en 1931 sur l'emprise d'une partie de la rue du Capitaine-Ménard et de la rue de Javel.